# Santa Cruz del Retamar
Santa Cruz del Retamar – gmina w Hiszpanii, w prowincji Toledo, w Kastylii-La Mancha, o powierzchni 129,46 km². W 2011 roku gmina liczyła 3095 mieszkańców.